# Danilo Tasić
Danilo Tasić (cyr. Данило Тасић; ur. 15 lipca 1993) – serbski koszykarz grający na pozycji silnego skrzydłowego.
17 sierpnia 2018 został zawodnikiem BM Slam Stali Ostrów Wielkopolski. 23 października opuścił klub.

## Osiągnięcia
Stan na 1 września 2018, na podstawie, o ile nie zaznaczono inaczej.
Drużynowe
- Mistrz:
  - Cypru (2018)
  - Serbii U–18 (2011)
- Zdobywca:
  - Pucharu Cypru (2018)
  - Superpucharu Cypru (2017)

Indywidualne
(* – nagrody przyznane przez portal eurobasket.com)
- MVP:
  - pucharu Cypru (2018)
  - kolejki ligi serbskiej (17, 19, 24 - 2015/2016)
- Najlepszy skrzydłowy ligi cypryjskiej (2018)*
- Największy postęp ligi cypryjskiej (2018)*
- Zaliczony do*:
  - I składu:
    - ligi cypryjskiej (2018)
    - defensywnego ligi cypryjskiej (2018)

  - III składu ligi:
    - rumuńskiej (2017)
    - serbskiej (2016)

  - składu honorable mention ligi serbskiej (2015)
- Uczestnik meczu gwiazd ligi cypryjskiej (2018)